# Wonder What’s Next
Wonder What's Next jest drugim albumem zespołu Chevelle.

## Lista utworów
1. "Family System" - 4:17
2. "Comfortable Liar" – 3:43
3. "Send the Pain Below" – 4:13
4. "Closure" – 4:12
5. "The Red" – 3:58
6. "Wonder What's Next" – 4:10
7. "Don't Fake This" – 3:39
8. "Forfeit" – 3:59
9. "Grab Thy Hand" – 4:14
10. "An Evening with el Diablo" – 5:58
11. "One Lonely Visitor" – 4:08